# Jovita (Córdoba)
Jovita es una localidad agro ganadera de 5.040 habitantes situada en el sur de la provincia de Córdoba, en la República Argentina.
Se encuentra en la zona central de la región de la Pampa Húmeda o Llanura Pampeana y su economía está basada en la actividad agraricolo-ganadera, particularmente en cultivos de soja, girasol, maíz, trigo ganado vacuno, porcino, equino y ovino.

## Recreativo Estrellas Fútbol Club
El Recreativo Estrellas Fútbol Club (R.E.F.C) es una institución de la ciudad de Jovita.
Sus colores representativos son el Blanco y el Negro.
Su camiseta es Blanca con cuello y puños en negro.
Su apodo es "El Albo".
Se desempeña en la Liga Regional de Fútbol General Roca.
Tiene su sede social en Leandro N. Alem 120 donde está enclavada su cancha
Su recinto es el "Estadio Pedro Picco" que cuenta con gimnasio,cancha de tenis,cancha de césped sintético y cancha de divisiones inferiores.
Protagoniza el clásico de la ciudad frente al Deportivo Moto Kart, el otro club de la localidad.
El 1 de junio de 1915 en la localidad de Jovita se funda el Club Recreativo Jovita adquiriendo el terreno para la construcción de su estadio en 1922.
Hacia finales de la década del 50 y principios de la década del 60 un grupo de jóvenes se congregaban para jugar fútbol en un predio situado al lado de la estación de trenes de Jovita perteneciente al Ferrocarril Nacional General San Martín. Estos muchachos tenían como finalidad participar en los campeonatos relámpagos organizados por la Sociedad Italiana de la localidad. La primera denominación del equipo fue Central Santa Magdalena, haciendo referencia a una panadería llamada Central y al nombre del pueblo Santa Magdalena. Posteriormente, pasó a denominarse Estrellas del Sur, ya que los integrantes del equipo se autoproclamaban como "estrellas del fútbol del sur provincial" y luego Estrellas Recreativas Foot-Ball Club fundado el 5 de marzo de 1968. Con esa denominación comenzó a participar de la Liga Regional ese mismo año, y obtuvo los certámenes ligueros 1970, 1971, 1972, 1973, 1984, 1985, 1996 y 2000.
Hasta que el 26 de diciembre de 2003 se concretó la fusión del Estrellas Recreativas Foot-Ball Club y el Club Recreativo Jovita bajo el nombre de como lo conocemos hoy en día de Recreativo Estrellas Fútbol Club.
A partir de ese momento el club conquistó el torneo Aperura 2005 en una recordada final contra su clásico rival,el Deportivo Moto Kart por penales,Clausura 2007,Apertura 2009,Clausura 2009,Apertura 2011,Apertura 2012 en otra final para la historia ante su rival de toda la vida,Clausura 2014,Apertura 2015,Clausura 2021 y Apertura 2023.

## Club Deportivo Moto Kart
El Club Deportivo Moto Kart (C.D.M.K.) es una institución en la ciudad de Jovita surgida en 1942 bajo el Nombre de Club Deportivo Jovita que compite en la Liga Regional de Fútbol General Roca.
Su apodo es "El Rojo".
Su cancha denominada "El Gigante" se ubica en 9 de Julio y Roque Sáenz Peña y cuenta con Natatorio con quinchos, cantina, canchas de fútbol, vóley playero, amplio espacio verde para recreación, 2 canchas de tenis de cemento, una cancha de paddle, una cancha de pelota paleta,un comedor,cancha de fútbol sintético de 5 y 7 jugadores y un salón de 1000 m² cubiertos, utilizado en la actualidad para eventos, entre otras cosas.
Su camiseta es Blanca con bastones en Rojo.
Su clásico rival es el Recreativo Estrellas.
Entre 1960 (año en el que hace su primera participación en el torneo) y 1984 cosecha 3 títulos ligueros.
Hasta que el 5 de febrero de 1985 nace como lo conocemos hoy en día el Club Deportivo Moto Kart tras la fusión del Club Deportivo Jovita y el Moto Kart Club Jovita (Asociación civil que siempre estuvo abocada al deporte motor,tanto como a eventos culturales y campeonatos zonales de karting).
Ese mismo año se inauguró el polideportivo del club, con un tribuna de cemento con capacidad para 1000 personas, vestuarios y sanitarios, instalaciones de agua, alambrado olímpico, cancha de Pelota Paleta, tapiales, un gimnasio cerrado de más de 1000 m2, se proyecta además la construcción de un puente y reforma interna en el kartódromo.
Llegaron los 90 y el club sigue creciendo con la incorporación de la escuela de deportes de invierno creada por el Municipio y se avecina la construcción de la cancha para fútbol infantil dentro del complejo. 
A mediados de la década se propone y aprueba la construcción de la pileta para las temporadas de verano que se iniciarían en diciembre de 1998; para sumarle en 2002 la colonia de vacaciones.
En lo futbolístico, el club fue campeón de liga de los torneos anuales de 1986 y 2003 y los torneos cortos de Apertura 2004,Clausura 2004 en una recordada final ante su clásico rival,Clausura 2013 otra vez en una definición para la historia derrotando desde el punto penal al rival de toda la vida y Apertura 2017.
Mientras que en 2004 y 2005 del  Torneo Provincial de Clubes en el primero al derrotar en la final al Deportivo y Cultural Serrano 0-0 como visitante en la ida y 4-0 de local en la vuelta y en la segunda tras imponerse al Tiro Federal de Morteros 1-0 en la ida y empatar 2-2 en la vuelta dejando un 3-2 global a favor del Rojo.

## Localización geográfica
Pedanía Italó del Departamento General Roca, provincia de Córdoba, República Argentina.
Situada a una altitud de 153,5 m s. n. m., latitud 34°31′8″ S, longitud 63°56′39″ O, está ubicada en la nueva línea de frontera entre los fortines conocidos como Orma y Ortega.
Dista 592 km de Buenos Aires, capital nacional y 425 km de la ciudad de Córdoba, la capital provincial. A sólo 5 km de distância, se encuentra el Río Quinto, denominado Popopis por los pobladores originarios de la zona, los Ranqueles.

## Historia

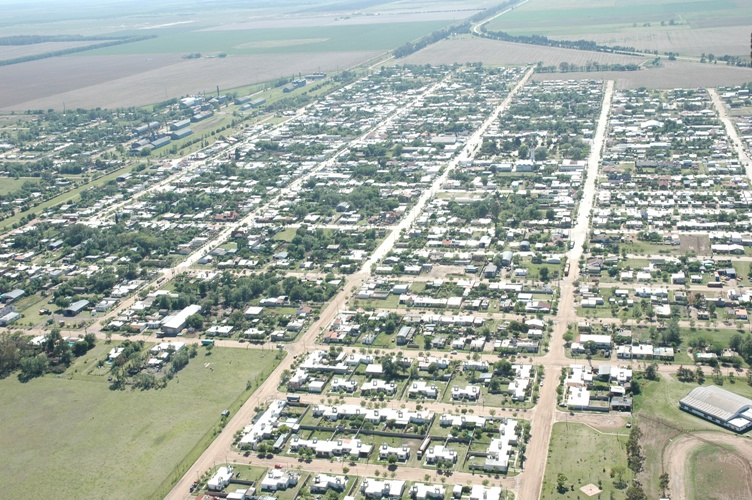
Vista aérea de Jovita.

Las tierras que hoy ocupa Jovita fueron anteriormente posesión de naciones de ranqueles. A partir de 1880, comenzaron a desmantelarse los fortines y se construyeron algunas estancias.
En esta época convivieron en la zona los antiguos fortineros, algunos originarios y los primeros criadores de ovejas que llegaron al lugar; tiempo en que la compañía de ferrocarriles Buenos Aires al Pacífico (BAP) comenzó a trazar las vías férreas que la integraron con el resto del país, gracias a la ley nacional N.º 4415, del 25 de septiembre de 1904. En enero de 1907 se concretó la inauguración de este ramal.
Junto con el proyecto del tendido de vías y algunos proyectos de agricultura regionales, los terratenientes tomaron consciencia del valor que tomarían esas tierras una vez que se pusiera en marcha el ferrocarril y procuraron que la estación de trenes quedara en sus propias tierras, lo cual dio lugar a varias disputas.
La estación fue creada finalmente en el lugar exacto donde confluían dos grandes fincas de diferentes dueños y bautizada originalmente Estación Pichi Tromen "El Juncalito". Cada propietario donó medio terreno para que se construyeran allí las facilidades y el pueblo existente en el predio de José Drysdale y Magdalena Quaglia de Merlo pasó a llamarse Santa Magdalena mientras que más tarde a la estación se la llamó Jovita con el compromiso de crear una villa en tierras del Emilio Bunge (h.) que llevara precisamente el apodo de la mujer de éste Jacoba Juana Achával Ryan o Jovita
Desde 1907 y hasta 1983 se llamó oficialmente "Santa Magdalena, Estación Jovita" y luego según la resolución N°322/83 se denomina simplemente Jovita.

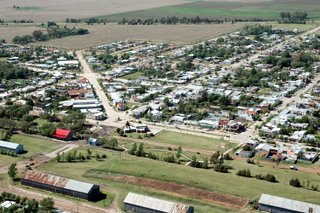
Vista aérea de Jovita. Su única calle diagonal.

La actual población de Jovita es el resultado de la fusión de Santa Magdalena y Villa Jovita y, como la mayoría de los pueblos de las provincias interiores de Argentina, no tiene acta fundacional. Por eso, se acordó que la fecha de aniversario de la fundación del pueblo sería el 28 de octubre de 1905.
Fue la Empresa Colonizadora E. Bousquet la que tuvo a su cargo la venta y arrendamiento de campos y colonias; tierras que sus dueños, radicados en Buenos Aires, quizá nunca conocieron. Esta es la razón para considerar a Emmanuel Bousquet, dueño de la firma, como precursor del poblamiento.
A partir del arribo del ferrocarril la comunidad se multiplicó y prosperó, creciendo luego gracias a los inmigrantes italianos y españoles, criollos y aborígenes.
Hacia fines de la década de 1910 se crean varias instituciones, entre ellas la Comisión Pro-Pueblo, la Comisión de Fomento, la Escuela Fiscal Nº 81, la Sociedad Italiana de Socorros Mutuos, la Asociación Mutua Española, el Club Recreativo Jovita, entre otros.
Otros hitos de la historia del lugar son:

## Población
Cuenta con 5040 habitantes (Indec, 2022), lo que representa un incremento del 6% frente a los 4740 habitantes (Indec, 2010) del censo anterior.
| Gráfica de evolución demográfica de Jovita entre 1991 y 2022 |
|                                                              |
| Fuente: Censos nacionales del INDEC                          |

## Institutos Educativos
| Nombre    | Domingo Faustino Sarmiento |
| Tipo      | Jardín de infantes         |
| Dirección | Roque S. Peña              |

| Nombre    | Héroes de Malvinas |
| Tipo      | Jardín de infantes |
| Dirección | Güemes 220         |

| Nombre    | Domingo Faustino Sarmiento |
| Tipo      | Escuela primaria           |
| Dirección | General Paz 249            |

| Nombre    | Otilia F. De Tovagliari |
| Tipo      | Escuela Primaria        |
| Dirección | Güemes 220              |

| Nombre    | CENPA (Centro de Enseñanza Primaria de Adultos) |
| Tipo      | Escuela Primaria                                |
| Dirección | Güemes 220                                      |

| Nombre    | Instituto de Enseñanza Media Jovita |
| Tipo      | Colegio Secundario                  |
| Dirección | Gral. Paz                           |

| Nombre    | Instituto Provincial de Educación Agropecuaria y Media N.º 221 |
| Tipo      | Colegio Secundario                                             |
| Dirección | Remigio García 55                                              |

| Nombre    | CENMA (Centro de Educación Media para adultos) |
| Tipo      | Colegio Secundario                             |
| Dirección | Güemes 220                                     |

| Nombre    | Instituto de Formación docente Martha Salotti |
| Tipo      | Terciario                                     |
| Dirección | Independencia 232                             |

| Nombre    | Dr. Alfredo T. Bruno Anexo Jovita |
| Tipo      | Escuela Especial                  |
| Dirección | Mitre 62                          |

| Nombre    | SigloXXI            |
| Tipo      | Universidad virtual |
| Dirección | Gral. Paz           |

- Cañete, Patricio (2005). «Sitio web de Jovita». Jovita, Argentina.
- Ministerio del Interior, República Argentina (2001). «Copia archivada». id:CBA159. Archivado desde el original el 27 de mayo de 2006. Consultado el 18 de enero de 2007.

## Parroquias de la Iglesia católica en Jovita
| Diócesis  | Villa de la Concepción del Río Cuarto |
| --------- | ------------------------------------- |
| Parroquia | San Andrés Apóstol                    |

## Lecturas recomendadas
- Gerbaudo, Rita (2006). «Jovita, el lugar que nació de la unión de dos ciudades» (25 de febrero de 2006 edición). Argentina: Diario La Nación.
- Gerbaudo, Rita (2006). «Un hallazgo que espera identificación» (25 de marzo de 2006 edición). Argentina: Diario La Nación.
- Gerbaudo, Rita (2006). «Para una mejor calidad de vida» (22 de abril de 2006 edición). Argentina: Diario La Nación.
- Gerbaudo, Rita (2006). «Un recurso útil para los productores» (6 de mayo de 2006 edición). Argentina: Diario La Nación.

Fotos de Jovita
- Cañete, Patricio (2005). «Fotografías de Jovita». Argentina: 31 de octubre de 2005. Archivado desde el original el 9 de octubre de 2007.